# Phlebotomus perfiliewi
Phlebotomus perfiliewi — вид двокрилих комах родини Метелівкові (Psychodidae). Поширений в Італії, на Балканах, в Алжирі, Тунісі, Туреччині та Ірані. Вид є переносником одноклітинного паразита Leishmania infantum, що є збудником шкірного лейшманіозу у людей.